# 備前國
備前國（日语：〔〕／ Bizennokuni */?），日本古代的令制國之一，屬山陽道，又稱備州。備前國的領域大約為現在岡山縣東南部及兵庫縣赤穗市的一部份（福浦）。

## 守護

### 鎌倉幕府
- 1184年─？：土肥實平
- ？─？：佐佐木高綱
- 1221年─？：佐佐木信實
- 1264年─？：長井泰重
- 1331年─1333年：佐佐木（加地）氏

### 室町幕府
- 1336年─1352年：松田盛朝
- 1353年─1362年：赤松則祐
- 1362年─1363年：松田信重
- 1363年─1371年：赤松則祐
- 1371年─1427年：赤松義則
- 1427年：赤松持貞
- 1427年─1441年：赤松滿祐
- 1441年─1466年：山名教之
- 1466年─1467年：山名成清
- 1467年─1484年：赤松政則
- 1484年：赤松澄則
- 1484年─1496年：赤松政則
- 1496年─1521年：赤松義村
- 1521年─？：赤松晴政
- 1552年─1561年：尼子晴久

## 國司

### 備前守
- 藤原公季：967年（康保4年）任官。
- 藤原行成：997年（長德3年）任官。
- 平正盛
- 甘利虎泰
- 大熊朝秀
- 小出英安：但馬出石藩第6代藩主。
- 京極高長：丹後峰山藩第5代藩主。
- 大岡清重
- 京極高久：丹後峰山藩第6代藩主。
- 京極高倍：丹後峰山藩第8代藩主。
- 池田章政：備前岡山藩第10代藩主。

### 備前介
- 藤原子高
- 源師俊：1124年任官。
- 平清宗：1178年任官。

### 郡
- 邑久郡
- 赤坂郡
- 上道郡
- 御野郡
- 津高郡
- 兒島郡
- 真島郡：後來被分割至新成立的美作國
- 大庭郡：後來被分割至新成立的美作國
- 苫田郡：後來被分割至新成立的美作國
- 勝田郡：後來被分割至新成立的美作國
- 英田郡：後來被分割至新成立的美作國
- 久米郡：後來被分割至新成立的美作國
- 和氣郡
- 磐梨郡

## 相關項目
- 日本令制國列表